# Minor League Baseball
Minor League Baseball (nogle gange forkortet MiLB) er betegnelsen for de professionelle baseballligaer i Nordamerika, der ligger under Major League Baseball-niveau. Alle disse ligaer styres uafhængigt, men de bedst kendte hører sammen i en paraplyorganisation, som efter aftale er tilknyttet Major League Baseball. Flere ligaer, kendt som independent leagues, er ikke underlagt Major League Baseball på nogen måde, og de er således ikke medlem af organisationen Minor League Baseball.
Hvert hold i organisationen Minor League Baseball ejes og drives uafhængigt, men er direkte tilknyttet et hold fra Major League Baseball. Således fungerer minor league-hold som farmerhold for topklubberne. Hovedformålet med minor league-hold er derfor ofte at oplære unge talenter eller give rutinerede spillere mulighed for at genoptræne efter skader eller dårligt spil på det bedste niveau. Imidlertid findes der ligeledes mange spillere, som tilbringer hele deres karriere i Minor League Baseball.
I dag findes der 20 minor leagues indeholdende i alt 246 hold. Almindeligvis er klubbernes hjemmebane placeret andre steder i Nordamerika end dér, hvor Major League Baseball-holdene hører hjemme. De minor league-klubber, der fungerer som farmerhold for major league-klubber, er opdelt i ligaer af forskellig sværhedsgrad:
- AAA (niveauet lige under Major League Baseball)
- AA
- A (High A og Low A)
- Short-Season A og Rookie League (de laveste professionelle niveauer)

Alle Major League-klubber har ét farmerhold på hvert af niveauerne. Ungdomsspillere starter normalt på laveste niveau og bliver derefter forfremmet gradvist, efterhånden som de viser de nødvendige evner.